# Tigre de métal
 (février 2022).
Si vous disposez d'ouvrages ou d'articles de référence ou si vous connaissez des sites web de qualité traitant du thème abordé ici, merci de compléter l'article en donnant les références utiles à sa vérifiabilité et en les liant à la section « Notes et références ».
| Éléments du cycle sexagésimal 干支 | Éléments du cycle sexagésimal 干支 | Éléments du cycle sexagésimal 干支 | Éléments du cycle sexagésimal 干支 | Éléments du cycle sexagésimal 干支 | Éléments du cycle sexagésimal 干支 | Éléments du cycle sexagésimal 干支 | Éléments du cycle sexagésimal 干支 | Éléments du cycle sexagésimal 干支 | Éléments du cycle sexagésimal 干支 | Éléments du cycle sexagésimal 干支 | Éléments du cycle sexagésimal 干支 |
| ---------------------------------- | ---------------------------------- | ---------------------------------- | ---------------------------------- | ---------------------------------- | ---------------------------------- | ---------------------------------- | ---------------------------------- | ---------------------------------- | ---------------------------------- | ---------------------------------- | ---------------------------------- |
| 01 Rat bois                        | 02 Buffle bois                     | 03 Tigre feu                       | 04 Lièvre feu                      | 05 Dragon terre                    | 06 Serpent terre                   | 07 Cheval métal                    | 08 Chèvre métal                    | 09 Singe eau                       | 10 Coq eau                         | 11 Chien bois                      | 12 Cochon bois                     |
| 13 Rat feu                         | 14 Buffle feu                      | 15 Tigre terre                     | 16 Lièvre terre                    | 17 Dragon métal                    | 18 Serpent métal                   | 19 Cheval eau                      | 20 Chèvre eau                      | 21 Singe bois                      | 22 Coq bois                        | 23 Chien feu                       | 24 Cochon feu                      |
| 25 Rat terre                       | 26 Buffle terre                    | 27 Tigre métal                     | 28 Lièvre métal                    | 29 Dragon eau                      | 30 Serpent eau                     | 31 Cheval bois                     | 32 Chèvre bois                     | 33 Singe feu                       | 34 Coq feu                         | 35 Chien terre                     | 36 Cochon terre                    |
| 37 Rat métal                       | 38 Buffle métal                    | 39 Tigre eau                       | 40 Lièvre eau                      | 41 Dragon bois                     | 42 Serpent bois                    | 43 Cheval feu                      | 44 Chèvre feu                      | 45 Singe terre                     | 46 Coq terre                       | 47 Chien métal                     | 48 Cochon métal                    |
| 49 Rat eau                         | 50 Buffle eau                      | 51 Tigre bois                      | 52 Lièvre bois                     | 53 Dragon feu                      | 54 Serpent feu                     | 55 Cheval terre                    | 56 Chèvre terre                    | 57 Singe métal                     | 58 Coq métal                       | 59 Chien eau                       | 60 Cochon eau                      |

Le tigre de métal (金虎  jīn hǔ) est le vingt-septième élément du cycle sexagésimal chinois. Il est précédé par le buffle de terre et suivi par le lièvre de métal.

## Années du tigre de métal

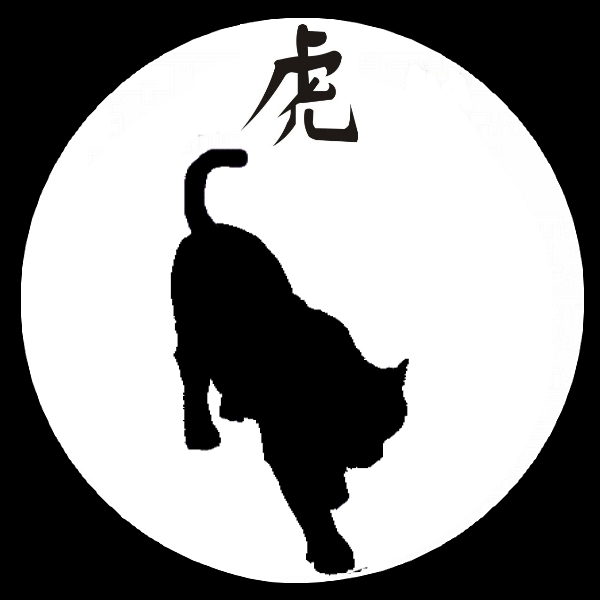
Signe astrologique chinois'Le TIGRE

2010 a été la dernière année tigre de métal.